# Hypolimnas wagneri
Hypolimnas wagneri är en fjärilsart som beskrevs av Clark 1946. Hypolimnas wagneri ingår i släktet Hypolimnas och familjen praktfjärilar. Inga underarter finns listade i Catalogue of Life.